# Болгария на зимних Олимпийских играх 1948
Болгария принимала участие в Зимних Олимпийских играх 1948 года в Санкт-Морице (Швейцария) во второй раз за свою историю. В соревнованиях принимали участие четыре спортсмена в трёх видах спорта, но не завоевали ни одной медали.

## Горнолыжный спорт

### Скоростной спуск
| Соревнование     | Спортсмены    | Итоги  | Итоги |
| Соревнование     | Спортсмены    | Время  | Место |
| ---------------- | ------------- | ------ | ----- |
| Скоростной спуск | Давид Маджар  | 3:45.3 | 62    |
| Скоростной спуск | Димитр Дражев | 4:07.1 | 82    |

### Слалом
| Соревнование | Спортсмены    | Слалом  | Слалом  | Слалом  | Слалом  | Всего  | Всего |
| Соревнование | Спортсмены    | Время 1 | Место 1 | Время 2 | Место 2 | Очки   | Место |
| ------------ | ------------- | ------- | ------- | ------- | ------- | ------ | ----- |
| Слалом       | Димитр Дражев | 1:33.1  | 45      | 1:20.9  | 44      | 2:54.0 | 44    |
| Слалом       | Давид Маджар  | 1:38.7  | 49      | 1:19.6  | 40      | 2:58.3 | 47    |

### Горнолыжная комбинация
Этап по скоростному спуску был совмещен с олимпийским турниром по скоростному спуску. Этап по слалому был проведен отдельно от олимпийского турнира по слалому.
| Соревнование           | Спортсмены    | Скоростной спуск | Скоростной спуск | Слалом  | Слалом  | Слалом | Всего | Всего |
| Соревнование           | Спортсмены    | Время            | Место            | Время 1 | Время 2 | Место  | Очки  | Место |
| ---------------------- | ------------- | ---------------- | ---------------- | ------- | ------- | ------ | ----- | ----- |
| Горнолыжная комбинация | Давид Маджар  | 3:45.3           | 62               | 1:38.9  | 1:18.5  | 42     | 46.67 | 44    |
| Горнолыжная комбинация | Димитр Дражев | 4:07.1           | 82               | 1:49.0* | 1:24.7  | 56     | 65.77 | 55    |

- 5 штрафных секунд.

## Лыжные гонки
Лыжные гонки 18км
| Соревнование | Спортсмены    | Итоги   | Итоги |
| Соревнование | Спортсмены    | Время   | Место |
| ------------ | ------------- | ------- | ----- |
| 18 км        | Никола Делев  | 1'43:29 | 80    |
| 18 км        | Георги Дойков | DNF     | –     |

## Лыжное двоеборье
Этап лыжных гонок был совмещен с олимпийским турниром по лыжным гонкам на 18 километров. Этап по прыжкам с трамплина был проведен отдельно от олимпийского турнира по прыжкам с трамплина.
| Соревнование     | Спортсмены   | Лыжная гонка | Лыжная гонка | Прыжки с трамплина | Прыжки с трамплина | Прыжки с трамплина | Прыжки с трамплина | Прыжки с трамплина | Всего  | Всего |
| Соревнование     | Спортсмены   | Очки         | Место        | Расстояние 1       | Расстояние 2       | Расстояние 3       | Очки               | Место              | Очки   | Место |
| ---------------- | ------------ | ------------ | ------------ | ------------------ | ------------------ | ------------------ | ------------------ | ------------------ | ------ | ----- |
| Лыжное двоеборье | Никола Делев | 105.00       | 38           | 42.0 (упал)        | 45.0               | 48.0               | 157.1              | 38                 | 262.10 | 38    |